# Hackbrett
Le hackbrett est un instrument de musique à cordes frappées rencontré dans les pays germaniques. Le terme est attesté dès 1447 en Suisse, et signifie « planche à frapper ». Le hackbrett appartient à la famille des cithares sur table, et est un descendant direct du santour. Certainement apporté par les conquérants ottomans[réf. nécessaire], en même temps que le cymbalum plus à l'est, il s'est concentré en une zone géographique restreinte, plutôt alpine, similaire à celle de la cithare autrichienne (zither). 
Alors qu'il a servi la musique classique (sous le nom aussi de salterio tedesco) puisque Christoph Willibald Gluck inclut deux parties pour hackbrett dans son opéra Le cadi dupé (Der betrogene Kadi, 1761) et Leopold Mozart dans sa Sinfonia en Ré Majeur Le mariage paysan (Die Bauernhochzeit, 1755) requiert le hackbrett à titre de coloration musicale, il est devenu un instrument purement folklorique au fil des décennies, malgré les efforts de Carl Orff au siècle dernier.
Son fonctionnement est similaire à celui de ses pairs : il s'agit de frapper des cordes à l'aide de deux marteaux, tel un piano archaïque. Il se décline en diverses variétés, cantonnées aux folklores locaux. Ses formes varient : trapèze, demi-trapèze, rectangle ou « ailes », avec pour toutes, cette particularité d'avoir des ouïes immenses et des rosaces.

## Le hackbrett bavarois
Cet instrument renaît de ses cendres en Allemagne grâce aux efforts de Karl-Heinz Schickhaus. Il est actuellement enseigné dans les conservatoires régionaux et fait partie de bon nombre d'ensembles folkloriques.

## Le hackbrett autrichien
Steirisches Hackbrett
Le hackbrett de Styrie, dont l'accord est diatonique, et les 29 chevalets soudés entre eux, séparant les 116 cordes dans une proportion de 2/3, obtenant ainsi la note fondamentale d'un côté et la quinte de l'autre. Il y a quelques pédales de basse. Il est utilisé dans la musique folklorique de danse comme accompagnement rythmique et harmonique.
Osttiroler Hackbrett
Le hackbrett de l'est du Tirol, dont l'accord est diatonique mais l'instrument plus petit que le précédent. Les 18 chevalets amovibles sont en "pions d'échiquier" et peuvent être rapidement déplacés pour augmenter ou diminuer les notes d'un demi-ton. Il existe aussi des "perles" (passées dans les cordes) placées sur le dessus de la table d'harmonie, permettant l'accord fin en cours de jeu des 72 cordes (même nombre sur le santur iranien).
Salzburger Hackbrett
Le hackbrett de Salzbourg, dont l'accord est chromatique et les 32 chevalets soudés placés comme sur le santoor indien, où l'on ne frappe que d'un côté des chevalets les cordes, ce qui agrandit l'instrument et le nombre de cordes (128). C'est une version récente développée en 1920 à partir des précédents afin de pouvoir mieux jouer la musique folklorique dans les brasseries notamment. Avec une structure en acier, il est très lourd (38 kg). Les marteaux sont recouverts d'étoupe.

## Le hackbrett suisse
Appenzeller Hackbrett

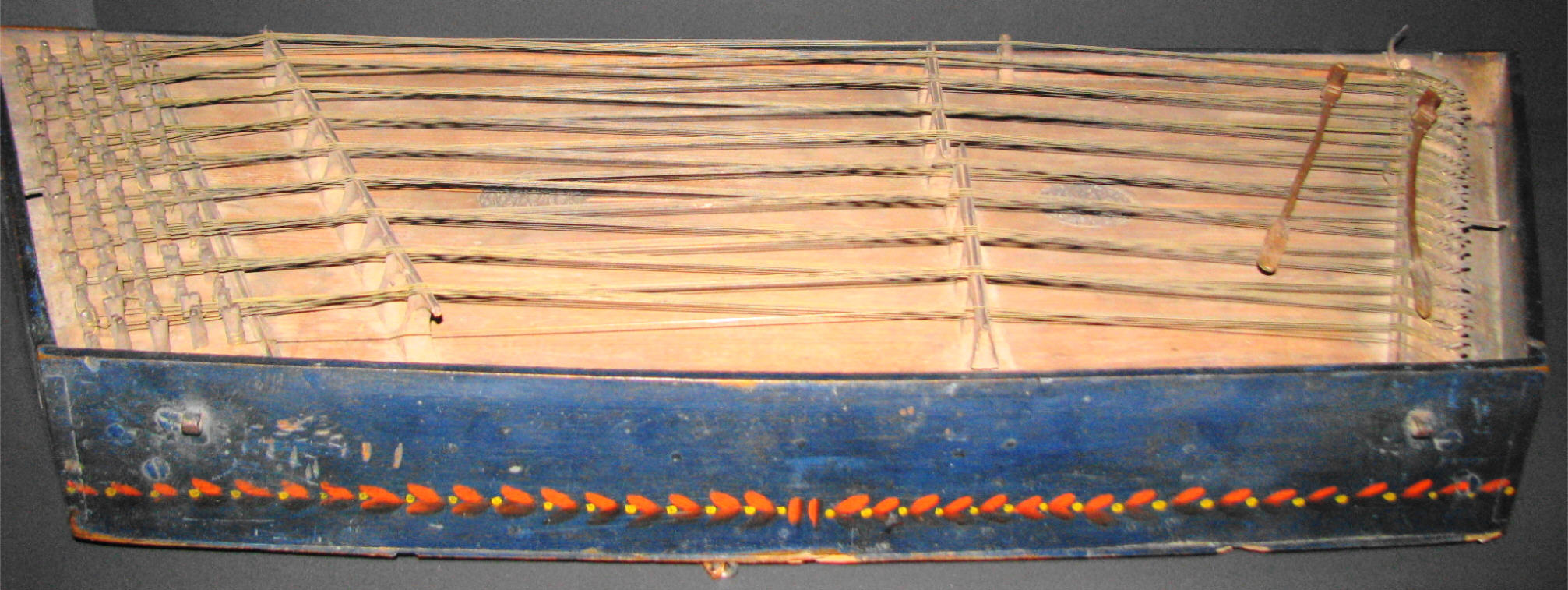
Hackbrett d'Appenzell

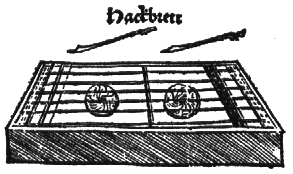
Hackbrett de 1511

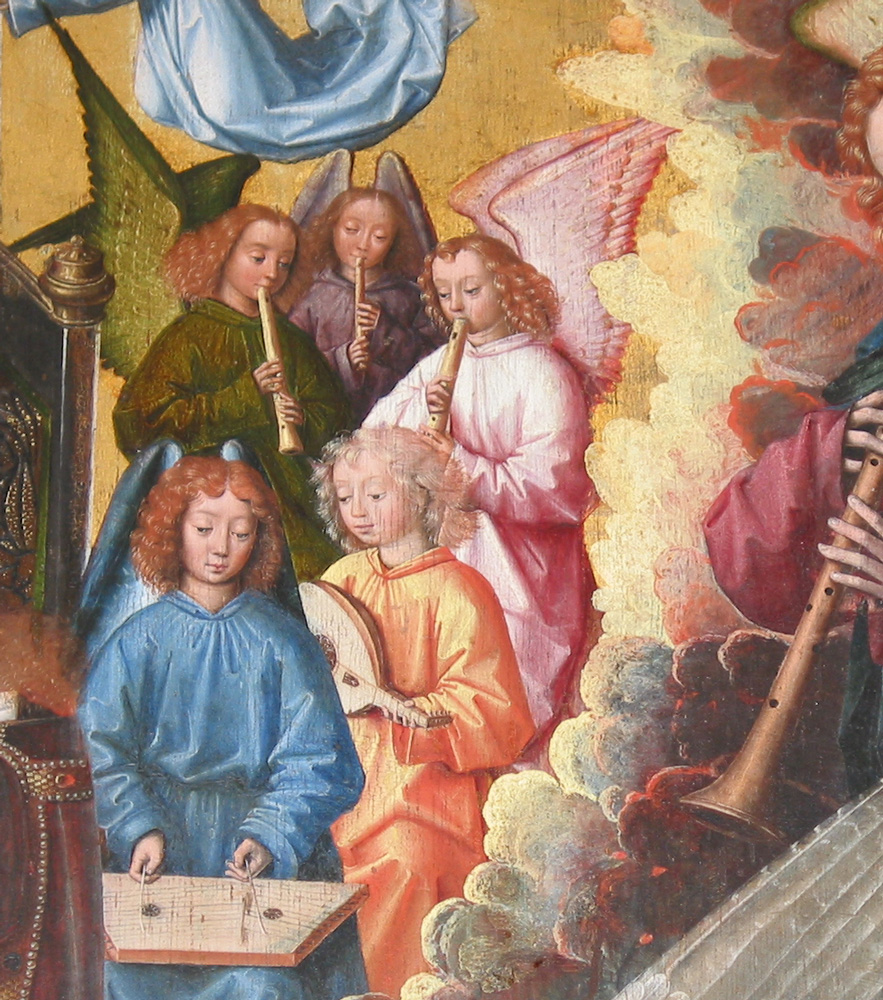
Master of the St Lucy Legend - Mary, Queen of Heaven 1480

Le hackbrett d'Appenzell, dont l'accord est chromatique et la barre de chevalets soudés (23 à 29), divise les 125 cordes (chœurs de cinq) à la quinte, mais aussi à la sixte. Il y a aussi des mini chevalets spécialisés, comme sur le cymbalum roumain ou le santouri grec. C'est certainement le hackbrett le plus vivace aujourd'hui, car il existe encore de nombreux musiciens et un riche répertoire folklorique, dont la famille Alder (depuis 1884) et Töbi Tobler sont des représentants marquants.
Walliser Hackbrett
Le hackbrett du Valais, est construit comme le Osttiroler Hackbrett, mais il est un peu plus grand, avec 21 chevalets et 84 cordes.

## Le hackbrett slovène
Il est construit comme le Steirisch Hackbrett et est aussi appelé cembale. 

## Le hackbrett alsacien
Celui-ci a disparu et n'est attesté que par une sculpture du XIVe siècle sur la collégiale Saint-Martin de Colmar.